# Fundación Pablo VI

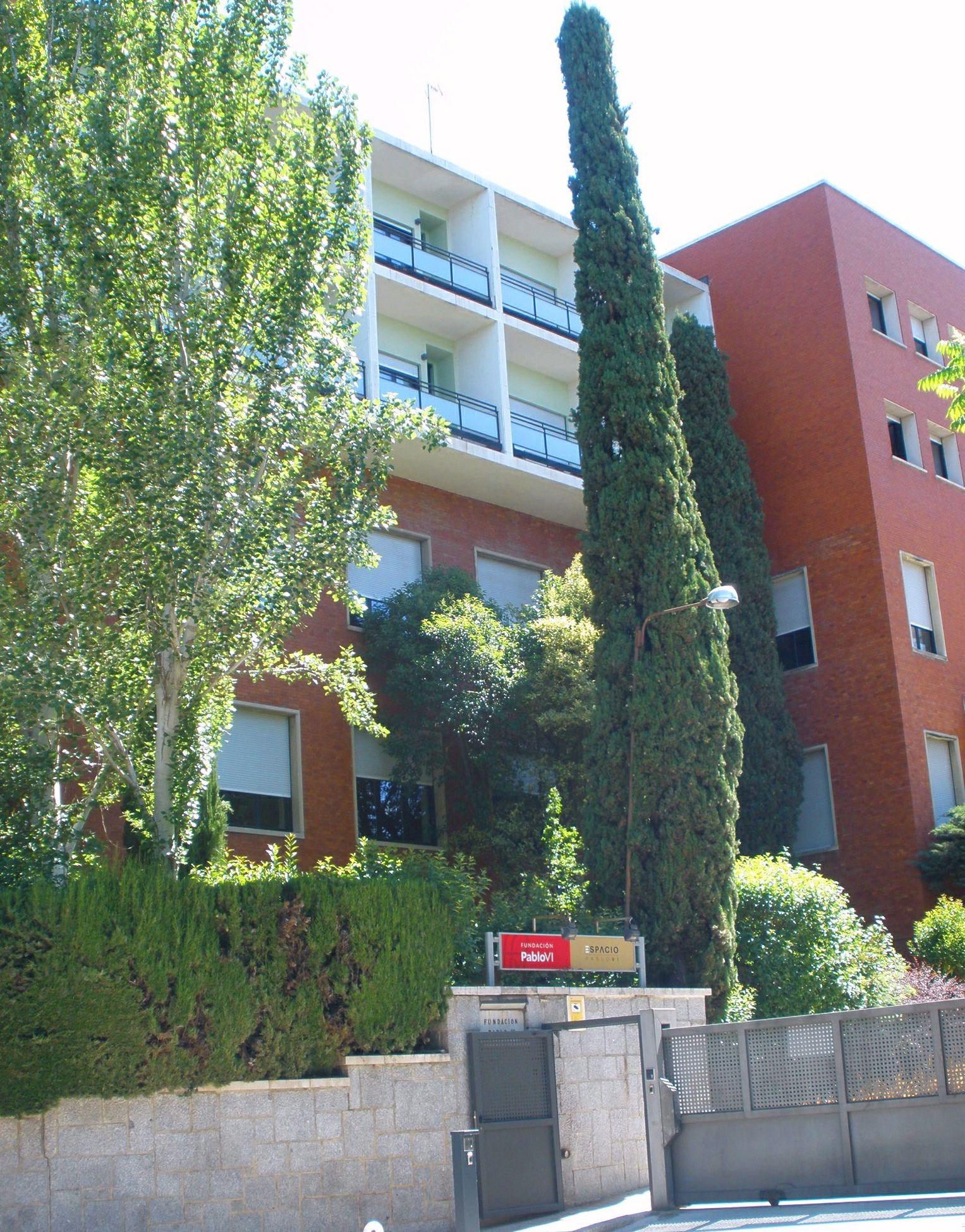
El Espacio Pablo VI, en la Ciudad Universitaria de Madrid

Es una institución cultural y de estudios superiores que realiza actividades para la formación y el desarrollo sociocultural de los españoles, promoviendo una conciencia social cristiana siempre nueva, haciendo presente la Doctrina Social de la Iglesia y proclamando el papel que le corresponde a la religión en la vida social.
Fue creada por el Cardenal Ángel Herrera Oria, erigida por la Santa Sede y reconocida como Fundación religiosa y benéfico-docente por el Estado. Erigida en Madrid el 24 de agosto de 1950 por la Comisión Episcopal de Apostolado Social, como Centro Superior de Estudios de Ciencias Sociales de la Iglesia, con el nombre de Instituto Social "León XIII"
En sus orígenes el Cardenal Ángel Herrera Oria estableció un Patronato de 12 miembros escogidos entre personas de reconocida trayectoria dentro de la Iglesia Católica. Además, se estableció en los Estatutos del Patronato que su presidente sería el a su vez presidente de la Asociación Católica de Propagandistas. Este último requisito sería eliminado a petición del propio Patronato en los Estatutos de 1968. 
Por Decreto de la Sagrada Congregación de Seminarios y Universidades de 25 de febrero de 1957 es erigida “ in perpetuum” como persona moral de Derecho Pontificio con el nombre de Instituto Social “León XIII", cambiando posteriormente su denominación por la de "Fundación Pablo VI" y aprobando definitivamente sus Estatutos por Decretos de la misma Sagrada Congregación de 10 de julio de 1968, (417/87) de 28 de febrero; (471/87) de 10 de marzo de 1988 y (471/87) de 2 de abril de 2009. Vinculada estatutariamente a la Universidad Pontificia de Salamanca.
Está regida por un patronato compuesto mayoritariamente por obispos de la Conferencia Episcopal Española, el presidente de la Asociación Católica de Propagandistas, algún empresario, su director general y su Subdirector General.
Actualmente, centra su actividad en tres pilares: actividad residencial (Colegio Mayor Universitario Pío XII, Residencia de Opositoras León XIII y Residencia de Opositores Pío XI), actividad universitaria y, lugar de encuentro y generación de pensamiento humanista en línea con la Doctrina Social de la Iglesia, mediante la realización de múltiples seminarios, congresos, foros, etc. Además, alquila una serie de espacios (auditorio, aulas, espacios de cáterin, etc.) bajo la marca Espacio Pablo VI para eventos y formación.

## Programas de televisión
En febrero de 2021, en colaboración con Trece TV, la cadena de la CEE, se graba y se emite hasta el mes de junio, el espacio Encuentros para una nueva era, conducido por Jesús Avezuela Cárcel, director general de la Fundación Pablo VI. La emisión era los viernes en horario principal, a las 22h. A continuación se emitía alguna película, normalmente guardando relación con la temática tratada.
Se emitieron los siguientes capítulos:
- Encuentros para una nueva era: "Pensar en el mundo de hoy", emitido el 12 de febrero de 2021. Con la colaboración de Pedro García-Cuartango, periodista y columnista en ABC que opina la actualidad desde la filosofía y el humanismo; José Carlos Ruiz, filósofo y escritor de innumerables obras en las que propone una educación basada en el pensamiento crítico, contra la frivolidad, la distracción y la ligereza; Victoria Camps, desde Barcelona, una de nuestras filósofas decanas y Consejera Permanente del Consejo de Estado (España), autora de innumerables obras, entre las que están Elogio de la Duda y El Gobierno de las emociones. Y también hablamos con Juan Martínez-Barea, ingeniero y escritor, que analiza en su libro “El mundo que viene” el cambio que se producirá con la revolución digital, y, por último, el chef José Andrés, desde Estados Unidos, conocido entre otras cosas, por su labor benéfica en ese país.
- Encuentros para una nueva era: "El futuro del trabajo", emitido el 18 de febrero de 2021. Con la colaboración de Rosa García García, consejera de Mapfre y ex presidenta de Siemens AG; Elena González-Blanco, experta en inteligencia artificial, una de las “Top 100 mujeres líderes” y directora general en España de Coverwallet; Jesús Caldera, exministro de Trabajo y Asuntos Sociales; Román Campa, director general de Infojobs y Alfredo Pastor, economista y profesor de IESE.
- Encuentros para una nueva era: "La sociedad vigilada", emitido el 26 de febrero de 2021. Con la colaboración de Ana Palacio, exministra de Asuntos Exteriores y exvicepresidenta del Banco Mundial; Ángel Gómez de Agreda, coronel del Ejército del Aire y experto en geoestrategia; Mar Cabra, periodista de investigación y Premio Pulitzer por su trabajo sobre los Papeles de Panamá; el filósofo Francesc Torralba; y Adriana Maldonado, eurodiputada en la Comisión para el Mercado Interior y Protección al Consumidor.
- Encuentros para una nueva era: "La banalización de la cultura", emitido el 2 de marzo de 2021. Con la colaboración de Lorenzo Caprile, diseñador de alta costura, Pilar Jurado, Rafael Narbon y Gregorio Marañón y Bertrán de Lis, Director del Teatro Real de Madrid.
- Encuentros para una nueva era: "La sociedad del espejo", emitido el 10 de marzo de 2021. Con la colaboración de Carmen Pellicer, pedagoga, escritora y presidenta de la Fundación Trilema; Silvia Álava, doctora en Psicología Clínica y de la Salud autora de varios libros sobre cómo ayudar a crecer a los niños; el periodista Antonio San José; Isidro Catela, doctor en Ciencias de la Información y profesor en la Universidad Francisco de Vitoria de Madrid; David García Gil, socio fundador de BÁRBARO, Agencia Creativa Independiente y experto en marketing; y la joven influencer Leticia Gimeno.
- Encuentros para una nueva era: "Transhumanismo", emitido el 19 de marzo de 2021. Con la colaboración de Luis Montoliu, genetista y presidente del Comité de Ética del CSIC; Lydia Feito, filósofa y profesora de Bioética en la UCM; el teólogo José Ramón Amor Pan; Mara Dierssen, directora en investigación en el Centro de Regulación Genómica de Barcelona; y Jesús Flórez, doctor en Medicina y Cirugía y director de Down 21.
- Encuentros para una nueva era: "La democracia del corazón", emitido el 10 de marzo de 2021. Con la colaboración de Federico Trillo-Figueroa, letrado mayor del Consejo de Estado (España), expresidente del Congreso de los Diputados y exministro de Defensa; Ramón Jáuregui, presidente de la Fundación Euroamérica; Ignasi Guardans, consultor de políticas públicas y exdiputado de CiU; y Enrique Cocero, consultor político, Ceo y fundador de 7-50 Estrategy.
- Encuentros para una nueva era: "Europa en un mundo global", emitido el 16 de abril de 2021. Con la colaboración de Eugenio Nasarre, expresidente del Consejo Federal Español del Movimiento Europeo; Belén Becerril, subdirectora del Instituto de Estudios Europeos de la Universidad CEU San Pablo; Jaume Duch, director general de Comunicación del Parlamento Europeo; Domenec Ruiz Devesa, eurodiputado y vicepresidente de la Unión de Federalistas Europeos; y Wilhem Hofmeinster, director general en España de la Fundación Konrad Adenauer.
- Encuentros para una nueva era: "La sociedad del bienestar", emitido el 23 de abril de 2021. Con la colaboración de Ignacio Urquizu, sociólogo, alcalde de Alcañiz y, durante varios años, diputado por el grupo parlamentario socialista; Natalia Peiró, secretaria general de Cáritas; José Luis Fernández, filósofo, escritor de numerosos artículos y libros y director de la Cátedra de Ética Económica y Empresarial de la Universidad Pontificia de Comillas; Manuel Blanco Désar, economista, politólogo, autor de varios libros sobre este tema; y Secundino Caso, presidente de la Red Española de Desarrollo Rural.
- Encuentros para una nueva era: "El reto migratorio", emitido el 30 de abril de 2021. Con la colaboración del jesuita Alberto Ares, Director en Europa del SJR.
- Encuentros para una nueva era: "Desarrollo sostenible", emitido el 7 de mayo de 2021. Con la colaboración de Javier Benayas, catedrático de Ecología de la Universidad Autónoma de Madrid; Cristina Rivero, directora del Departamento de Industria, Energía, Medio Ambiente y Clima en CEOE; Juan Lasala, presidente no ejecutivo de Capital Energy; Valentín Alfaya, doctor en Ciencias Biológicas por la Universidad Complutense de Madrid y diplomado en Ingeniería y presidente del Grupo Español de Crecimiento Verde; María Neira, directora del Departamento de Salud Pública y Medio Ambiente de la Organización Mundial de la Salud; y Fidele Potga, coordinador del Departamento de Estudios y Documentación de Manos Unidas.
- Encuentros para una nueva era: "El papel de las religiones en el siglo XXI", emitido el 14 de mayo de 2021.

## Seminarios relacionados con la Doctrina Social de la Iglesia
Anualmente celebran Seminarios para promover el debate y el estudio de la Doctrina Social viendo sus implicaciones prácticas en la sociedad actual.
En cada uno de los seminarios invitan a expertos e investigadores del campo específico a tratar, tanto de los Centros Universitarios dependientes de la Fundación como de universidades e instituciones eclesiales y civiles.
- Seminarios de Ecología Integral (2017-2022)[11]
- Foros COP contra el cambio climático (2019 Cop-25, 2021 Cop-26)[12]
- Lógica económica y lucha contra la desigualdad (2015)[13]
- Rehabilitar la democracia (2013)[14]
- Los nuevos escenarios de la Iglesia en la Evangelización de lo Social (2012)[15]
- Qué propuesta de evangelización para la vida pública en España (2011)[16][17]
- La crisis ecológica, un reto ético, cultural y social (2010)[18][19]
- La crisis, un desafío cultural y ético (2009)[20]
- Conciencia individual y conciencia pública ante la situación social y política (2008)[21]
- La actual situación democrática en España. Su base moral (2007)[22]
- El amor como propuesta cristiana a la sociedad de hoy (2006)[23]

## Obras de la Fundación
- Instituto Social León XIII, que acabó convirtiéndose en la actual Fundación Pablo VI (1968).
- Colegio Mayor Universitario Pío XII, adscrito a la UCM.[24]
- Residencia de Opositores y Posgraduados "Pío XI" Archivado el 17 de julio de 2020 en Wayback Machine.
- Residencia de Opositoras y Posgraduadas "León XIII" Archivado el 17 de julio de 2020 en Wayback Machine.
- Espacio Pablo VI